# Jorge Carrasco
Pour les articles homonymes, voir Carrasco.
 (août 2020).
Jorge Carrasco, né le 4 mai 1919 à La Paz en Bolivie et mort le 25 juillet 2006 au Menoux (Indre), est un artiste bolivien.

## Biographie
Après avoir étudié les arts plastiques à l'Académie des beaux-arts de la Paz, il exerce comme professeur à l'Institut normal supérieur et à l'Académie des beaux-arts de la Paz. 
En 1950, il découvre la présence de la culture Tiahuanacu à la Paz et sauve les pièces qui se trouvent aux musées Murillo, Tiahuanacu et Dies de Medina de la capitale bolivienne[pas clair].
Envoyé, en 1953, comme représentant de la Bolivie à la deuxième biennale de São Paulo (Brésil), Carrasco expose aux côtés de Picasso et Matisse, avant de partir réaliser de grandes fresques murales sur la production du sucre, à Rio de Janeiro.
L'année suivante (1954), Carrasco part à la découverte de l'Europe : Gênes, Venise où il participe, en tant que représentant de la Bolivie, à la biennale de Venise, puis l'Espagne, la Suède, l'Angleterre, l'Allemagne et la Suisse. À Paris, il fréquente l'académie de la Grande Chaumière, où il fait la connaissance de nombreux artistes et intellectuels tels que Yves Brayer, Jean Cocteau, Picasso, Soulages, Klein, etc. Il rencontre également Simone, sa future épouse et mère de ses cinq enfants.
En 1958, il décide de rentrer en Bolivie avec Simone. Mais l'assassinat de son frère, qui avait dénoncé un trafic de drogue entre la Bolivie et le Pérou, l'oblige à s'installer à Caracas (Venezuela), où il travaille sur des programmes de dessins animés éducatifs pour la télévision vénézuélienne. À la fin de l'année 1962, Carrasco regagne La Paz. En 1966, il est invité par le département d'État des États-Unis et par le ministère des Affaires culturelles en France.
En 1968, il s'installe définitivement en Europe, tout d'abord en Belgique, puis en France, au Menoux dans l'Indre, d'où est originaire Simone et où il vivra jusqu'à sa mort.
Il partage alors son temps de création entre la peinture et la sculpture. Il consacre bénévolement huit années de sa vie (1968-1976) à la réalisation d'une fresque qui couvre murs et plafonds de l'église Notre-Dame du Menoux, et qui représente, sur 400 mètres carrés, sa vision de la création de l'homme et de l'univers.

## Sculptures

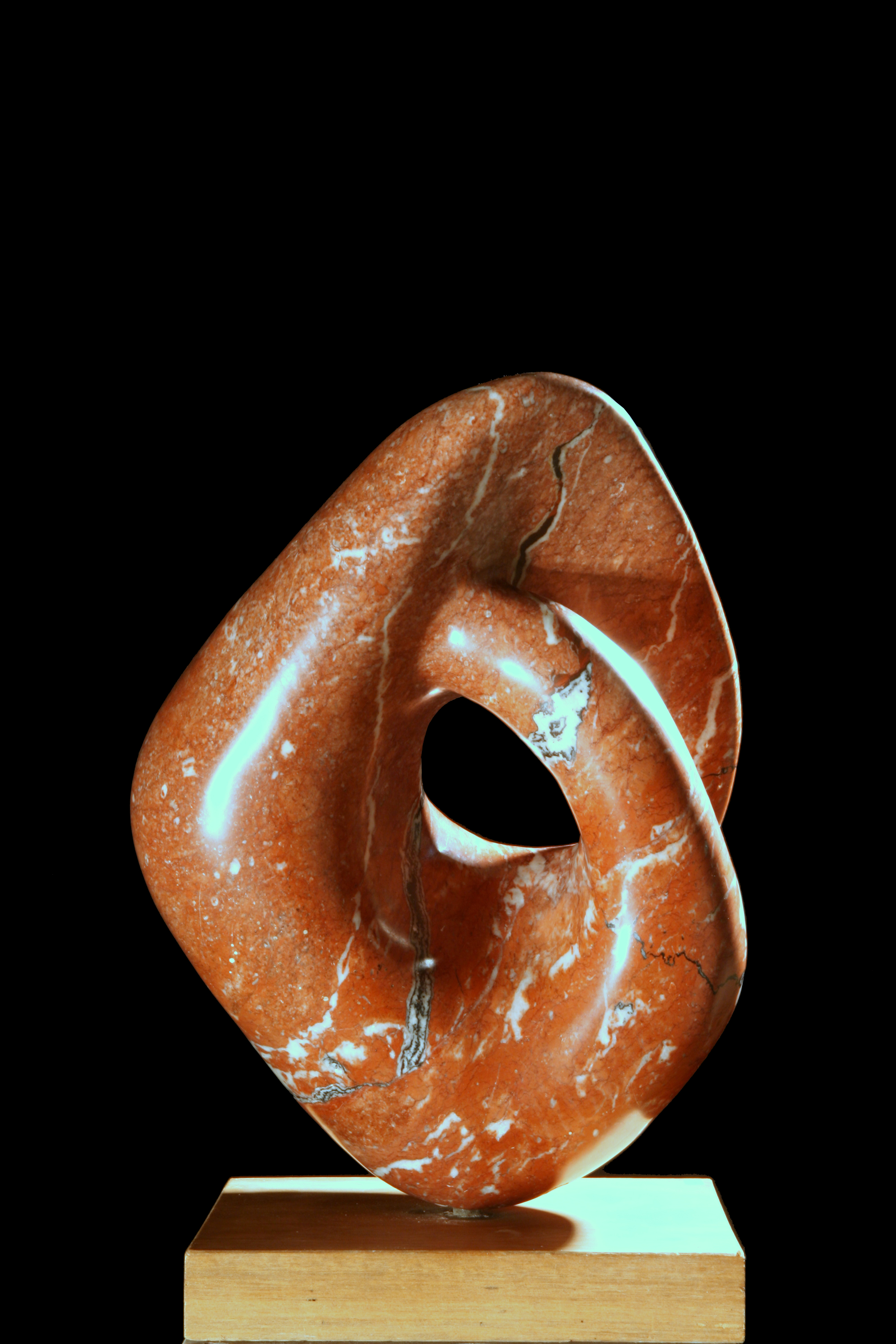
Marbre de Vérone - 1990.

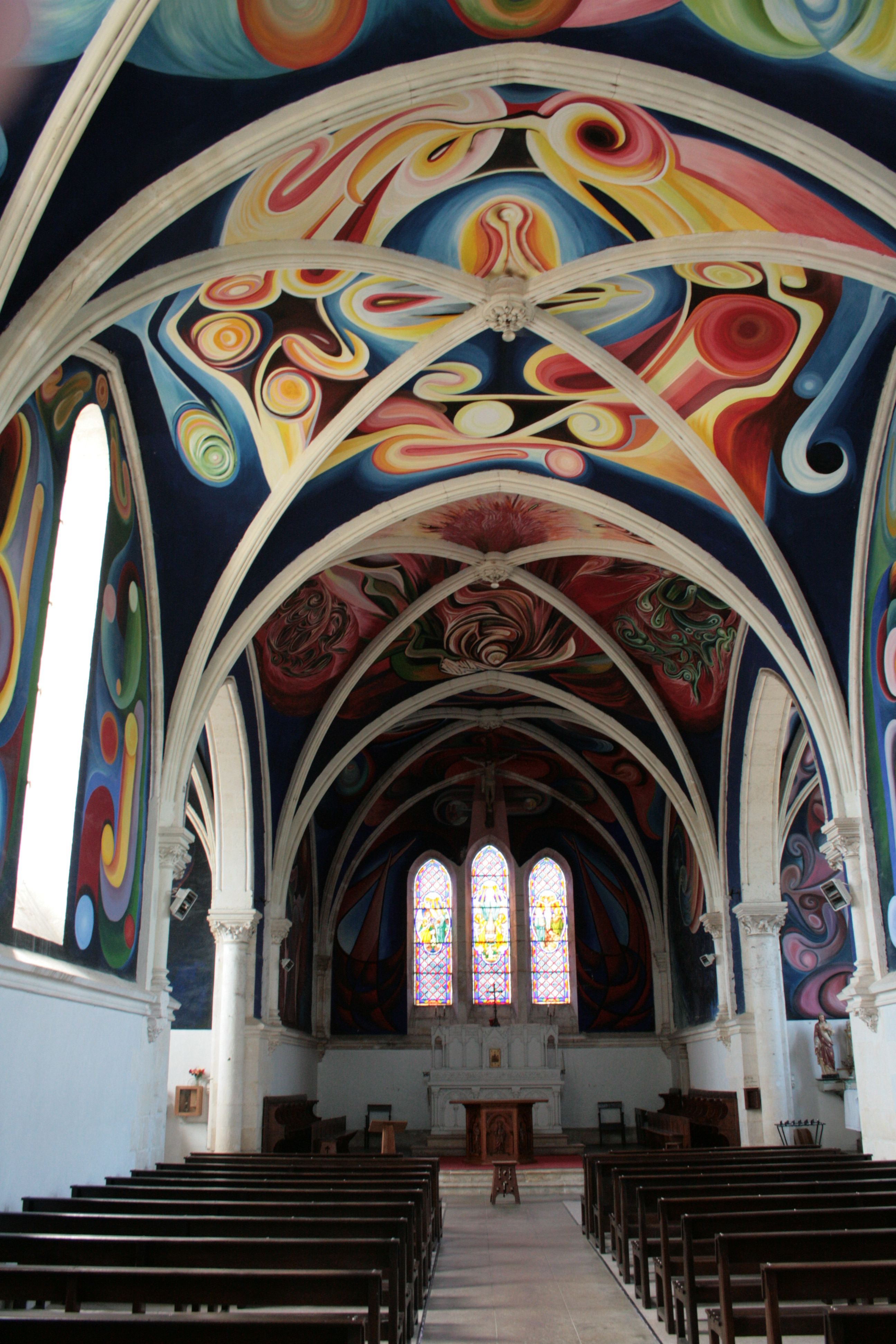
Vue générale vers l'abside.

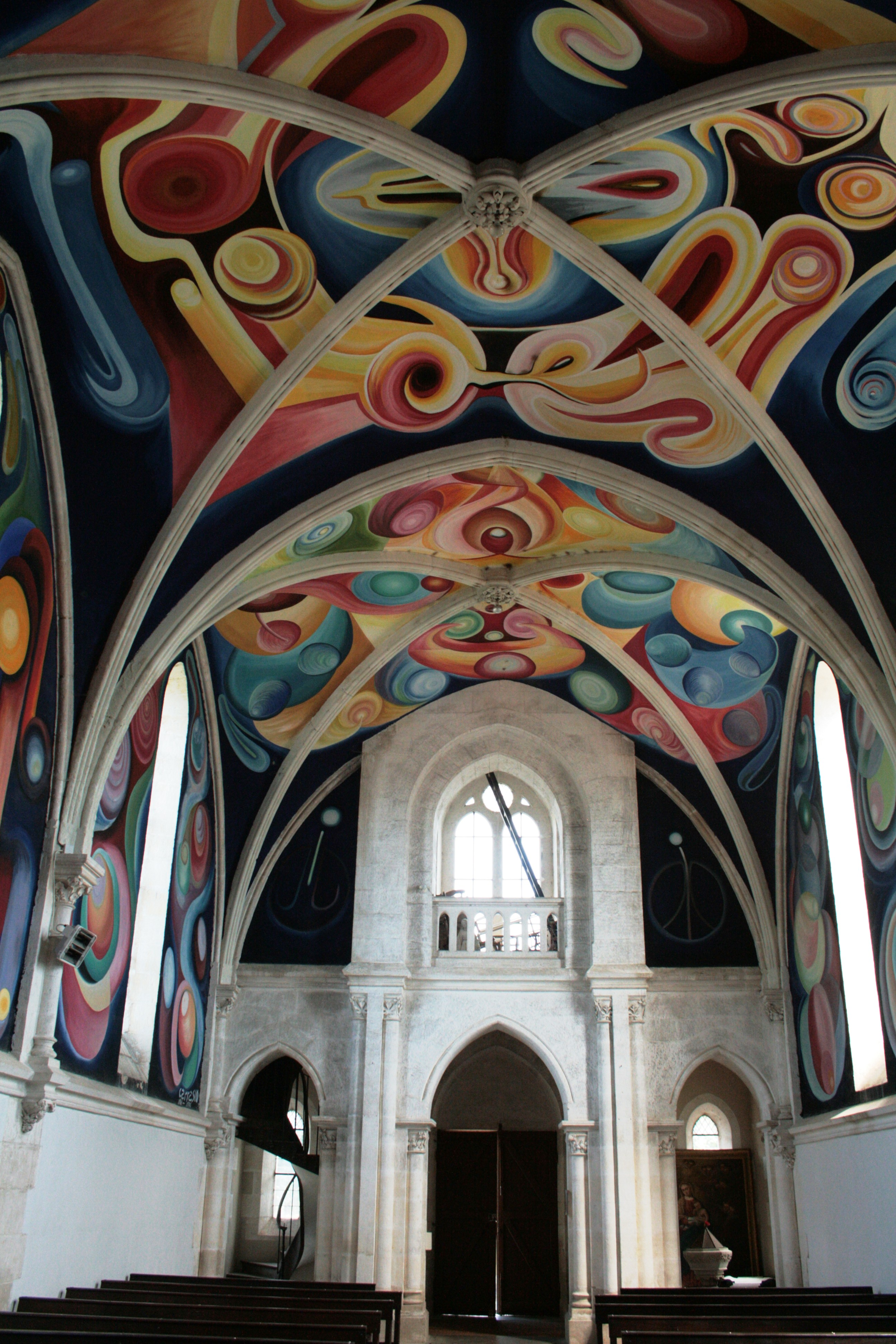
Le Menoux, Indre, vue générale vers le porche.

Les matériaux utilisés varient du granit noir de Suède au marbre de Carrare, en passant par l'ivoire de Rhodes, l'onyx d'Argentine, ou encore la serpentine et la lave rugueuse de Sicile. Les sculptures arrondies de Carrasco, sobres et dépouillées, gardent un aspect chaleureux, invitant au toucher. Leur apparence instable contraste avec une assise solide.

## Les Amis de Carrasco
Depuis 2006, l'association « Les Amis de Carrasco » s'est donné pour but de recenser, protéger et faire vivre l’œuvre de cet artiste. Pour cela, elle organise toute l'année des visites guidées de l'église Notre-Dame du Menoux.
L'Atelier Carrasco, situé dans la maison où vécut l'artiste pendant près de quarante ans, est aussi ouvert aux visites. On y trouve la plus grande exposition de ses sculptures et peintures. À l'étage, il est également possible de découvrir l'atelier de l'artiste resté intact.

## Musées ayant acquis ses œuvres
Pour les plus importants :
- musée national de La Paz ;
- musée d'Art moderne de Rio de Janeiro (Brésil) ;
- musée d'art moderne de la ville de Paris (France) ;
- musée Bertrand Châteauroux (France) ;
- musée Kastell Van Schoten à Anvers (Belgique) ;
- musée de l'Ermitage à Saint-Pétersbourg (Russie) ;
- Stadthalle de Gütersloh (Allemagne) ;
- hôtel de ville de Châteauroux (France) ;
- lycée Jean-Giraudoux de Châteauroux ;
- préfecture de l'Indre à Châteauroux (France) ;
- musée Wisma-Seni à Jakarta (Indonésie) ;
- Universidade Federal do Estado do Rio de Janeiro (Unirio) - Escola de Museologia (Brésil).

## Honneurs
- Chevalier de l'ordre des Arts et des Lettres (1990).
- Sociétaire du Salon d'automne (Paris).
- Sociétaire de l'École nationale supérieure des beaux-arts de Paris.

## Principales réalisations
- Fresque pour la crypte du Maréchal Santa Cruz à La Paz (Bolivie).
- Fresque Le Sucre à Rio de Janeiro (Brésil).
- Fresque de l'église Notre-Dame du Menoux (Indre, France).
- Sculptures monumentales à Châteauroux, Louviers, Argenton-sur-Creuse, Paris…
- Chemin de Croix, église Saint-Sauveur d'Argenton-sur-Creuse (France).